# Бастремоли (Ла Специја)
Бастремоли је насеље у Италији у округу Ла Специја, региону Лигурија.
Према процени из 2011. у насељу је живело 285 становника. Насеље се налази на надморској висини од 189 м.